# Авакум (име)
Авакум је хришћанско име које води порекло из старохебрејског језика, где значи „љубав божја“, а у пренесеном значењу и „загрљен“. Календарско је име. Варијанта имена је Хабакук, односно хебрејски Habakkuk (חֲבַקּוּק), чије су варијанте Habbakuk и Habacuc.